# Некропола стећака Некук
Некук је средњовековна некропола стећака, која се налази у Поплату и спада међу значајне некрополе тог поднебља. Локалитет се налази под заштитом Републике Српске, као споменик културе од изузетног значаја, али је и поред тога угрожен јер се дуго времена не одржава.

## Некропола стећака
Некропола је формирана у 14. веку и имала је око 200 стећака, направљених од тврдог кречњака, међу којима су највећи примерци достизали дужину од 2 метра, са ширином и висином од скоро 1 метра. Каснији извори бележе број од 122 споменика, док их, према последњим подацима, има 93 и то:
- 46 плоча
- 18 слемењака са постољем
- 10 слемењака без постоља
- 7 сандука са постољем
- 10 сандука без постоља
- 2 аморфна примерка.

Део стећака је, током времена, премештен, део је утонуо у тло, док је неколико примерака пребачено у музеј.
Поређани су у правилне редове и већином имају оријентацију запад-исток. На стећцима има разних натписа, већи број је фино обрађен, и украшен, а најчешће су забележени мотиви крста, коњаника,круга, полумесеца, мача и штита. Претпоставља се да су неки и из времена Илира, који су насељавали баш ово подручје.